# Robert Englund
Robert Barton Englund (Glendale, Califòrnia, 6 de juny de 1947) és un actor estatunidenc d'ascendència sueca, probablement conegut per interpretar el paper de Freddy Krueger en la pel·lícula de terror Malson a Elm Street i les seves set seqüeles.
Va rebre el 1987 el Premi Saturn al millor actor secundari per Malson a Elm Street 3: Guerrers dels somnis i el 1987 per Malson a Elm Street 4: El mestre dels somnis. El 2001, va rebre el Premi honorífic de l'American Film Institute per la seva carrera cinematogràfica.
A partir de la seva primera pel·lícula, Buster and Billie (1974), ha actuat en prop de 70 pel·lícules i sèries de televisió, incloent-hi algunes tan famoses com V.

## Filmografia
- Buster and Billie (1974)
- Sunburst (1975)
- Hustle (1975)
- Els autèntics (1976)
- El temerari Ives (1976)
- Ha nascut una estrella (1976)
- Eaten Alive (1977)
- The Great Smokey Roadblock (1977)
- Young Joe, the Forgotten Kennedy (1977)
- The Hardy Boys/Nancy Drew Mysteries: Mystery of the Fallen Angels (1977)
- El gran dimecres (1978)
- Stone, sang calenta (1978)
- The Fifth Floor (1978)
- The Ordeal of Patty Hearst (1979)
- Mind Over Murder (1979)
- CHiPs (1981)
- Dead & Buried (1981)
- Walking Tall (1981)
- La galàxia del terror (1981)
- Don't Cry, It's Only Thunder (1982)
- Hobson's Choice (1983)
- V (1983)
- V (The Final Battle) (1984)
- Malson a Elm Street (1984)
- V (1984–1985)
- A Nightmare on Elm Street 2: Freddy's Revenge (1985)
- Hunter (1985)
- Downtown (1986)
- North and South Book II episode 1.03 (1986)
- Never Too Young to Die (1986)
- Knight Rider (1986)
- MacGyver (1986)
- Malson a Elm Street 3 (A Nightmare on Elm Street 3: Dream Warriors) (1987)
- Malson a Elm Street 4 (A Nightmare on Elm Street 4: The Dream Master) (1988)
- Freddy's Nightmares (1988–1990)
- 976-EVIL (1988)
- Malson a Elm Street 5: El nen somiador (A Nightmare on Elm Street 5: The Dream Child) (1989)
- The Phantom of the Opera (1989)
- The Adventures of Ford Fairlane (1990)
- Freddy's Dead: The Final Nightmare (1991)
- Dance Macabre (1992)
- Nightmare Cafe (1992)
- Tobe Hooper's Night Terrors (1993)
- Wes Craven's New Nightmare (1994)
- The Mangler (1995)
- The Unspoken Truth (1995)
- The Paper Brigade (1996)
- Sliders (1996)
- Killer Tongue (1996)
- Babylon 5 (1996)
- El senyor dels desitjos (Wishmaster) (1997)
- Married... with Children (1997)
- Perfect Target (1997)
- Strangeland (1998)
- Urban Legend (1998)
- Meet the Deedles (1998)
- Els Simpson (1998) (veu)
- La mà diabòlica (Idle Hands) (1999) (veu)
- Python (2000)
- Charmed (2001)
- Justice League (2002)
- Wish You Were Dead (2002)
- Freddy vs. Jason (2003)
- Il ritorno di Cagliostro (2003)
- 2001 Maniacs (2005)
- Dance of the Dead (2005)
- Justice League Unlimited (2005)
- The Batman (2005)
- Hatchet (2006)
- Behind the Mask: The Rise of Leslie Vernon (2006)
- Heartstopper (2006)
- Jack Brooks: Monster Slayer (2007)
- Black Swarm (2007)
- Red (2008)
- Jack Brooks: Monster Slayer (2008)
- Killer Pad (2008)
- Zombie Strippers (2008)
- The Spectacular Spider-Man (2008)
- Night of the Sinner  (2008)
- The Vij (2009)
- Fear Clinic (2009)
- The Super Hero Squad Show (2009)
- Web Cam 3D (2010)
- Bones (2010)
- Never Sleep Again: The Elm Street Legacy (2010)
- Hollywood Don't Surf! (2010)
- Chuck (2010)
- Supernatural (2010)
- Tamora Gamble (2010)
- De mayor quiero ser soldado (2010)
- Inkubus (2011)
- Call of Duty: Black Ops (2011)
- The Mole Man of Belmont Avenue (2011)
- Regular Show (2011)
- Hawaii 5.0 (2011)
- Green Lantern: The Animated Series (2012)
- Strippers vs Werewolves (2012)
- Criminal Minds (2012)
- Lake Placid: The Final Chapter (2012)
- Workaholics (2013)
- Sanitarium (2013)
- The Last Showing (2014)
- Fear Clinic (2014)
- Hulk and the Agents of S.M.A.S.H. (2015)
- Lake Placid vs. Anaconda (2015)